# カトリック早岐教会
カトリック早岐教会（カトリックはいききょうかい）は、長崎県佐世保市にある、キリスト教（カトリック）の聖堂。

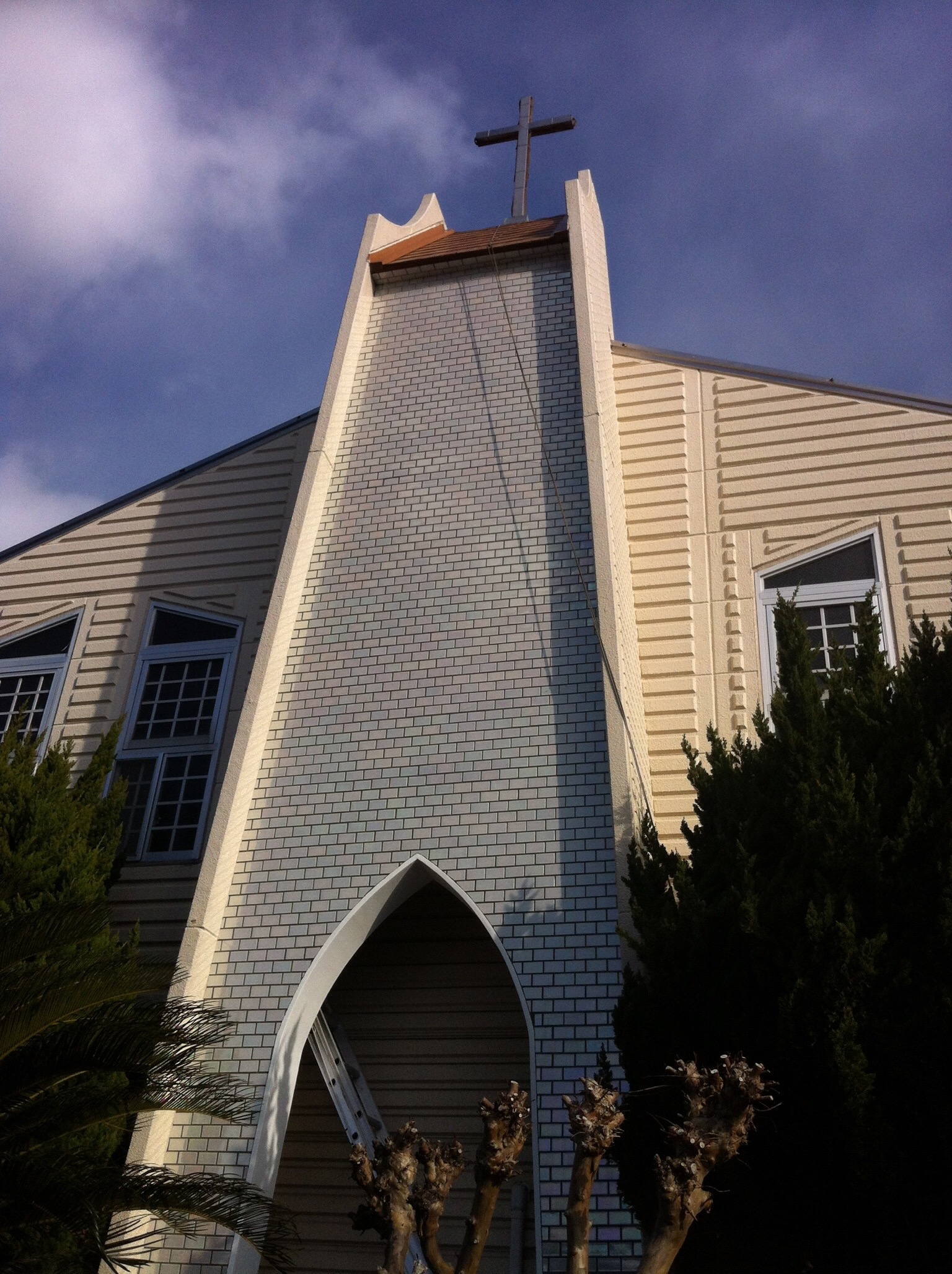
正面近影

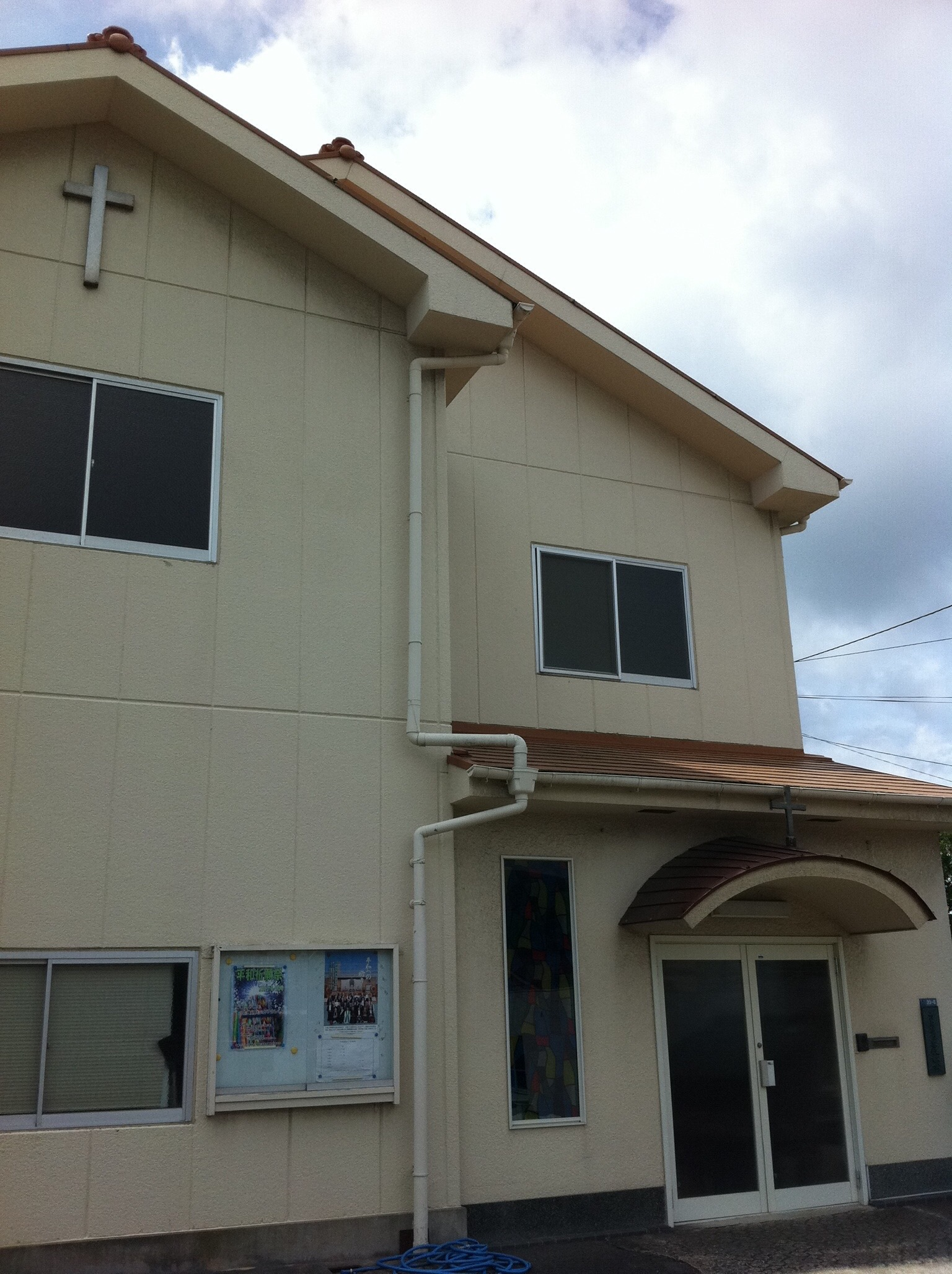
入口

聖堂は二階にあり、一階は信徒会館になっている。

## 沿革[1]
1964年、現在地を購入。聖堂を建立し、山口大司教によって祝別された。
当初は三浦町小教区に所属し、1970年3月21日に川棚小教区に編入され、更にまた、1986年3月9日から再度三浦町小教区の所属教会となったがのちに独立。
2004年からは川棚教会に司祭が巡回に赴くようになり、1970年から1986年における状況が逆転している。　